# مرده‌زایی (ترانه)
«مرده‌زایی» (به انگلیسی: Stillbirth) نخستین تک‌آهنگ انفرادی از خواننده-ترانه‌پرداز کانادایی آلیس گلس می‌باشد که در ۱۷ ژوئیهٔ سال ۲۰۱۵ منتشر گردید.

## نسخه‌ها
- «مرده‌زایی» – ۲:۴۷[۱]
- مرده‌زایی (ریمیکس زولا جیزس) – ۲:۵۰[۲]